# Front Nacional d'Alliberament d'Angola
El Front Nacional d'Alliberament d'Angola (portuguès Frente Nacional de Libertação de Angola, FNLA) va ser una organització militant que va lluitar contra Portugal en la Guerra de la Independència d'Angola sota la direcció de Holden Roberto.

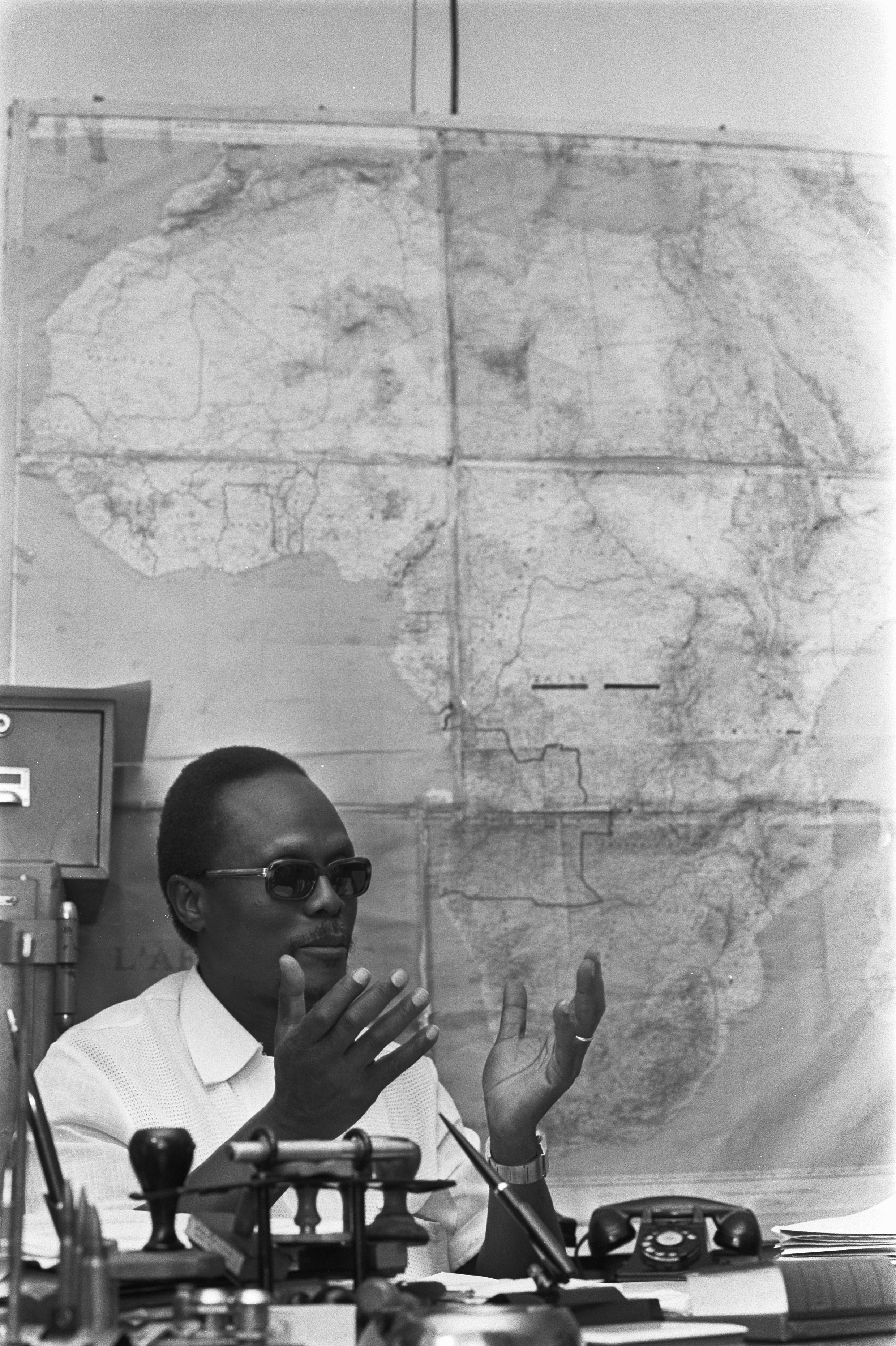
Holden Roberto en 1973

Va ser fundat en 1954 com a moviment guerriller União dos Povos do Norte de Angola, conegut en 1959 com a União dos Povos de Angola (UPA) i des de 1961 com a FNLA en unir-se al Partit Democràtic d'Angola.

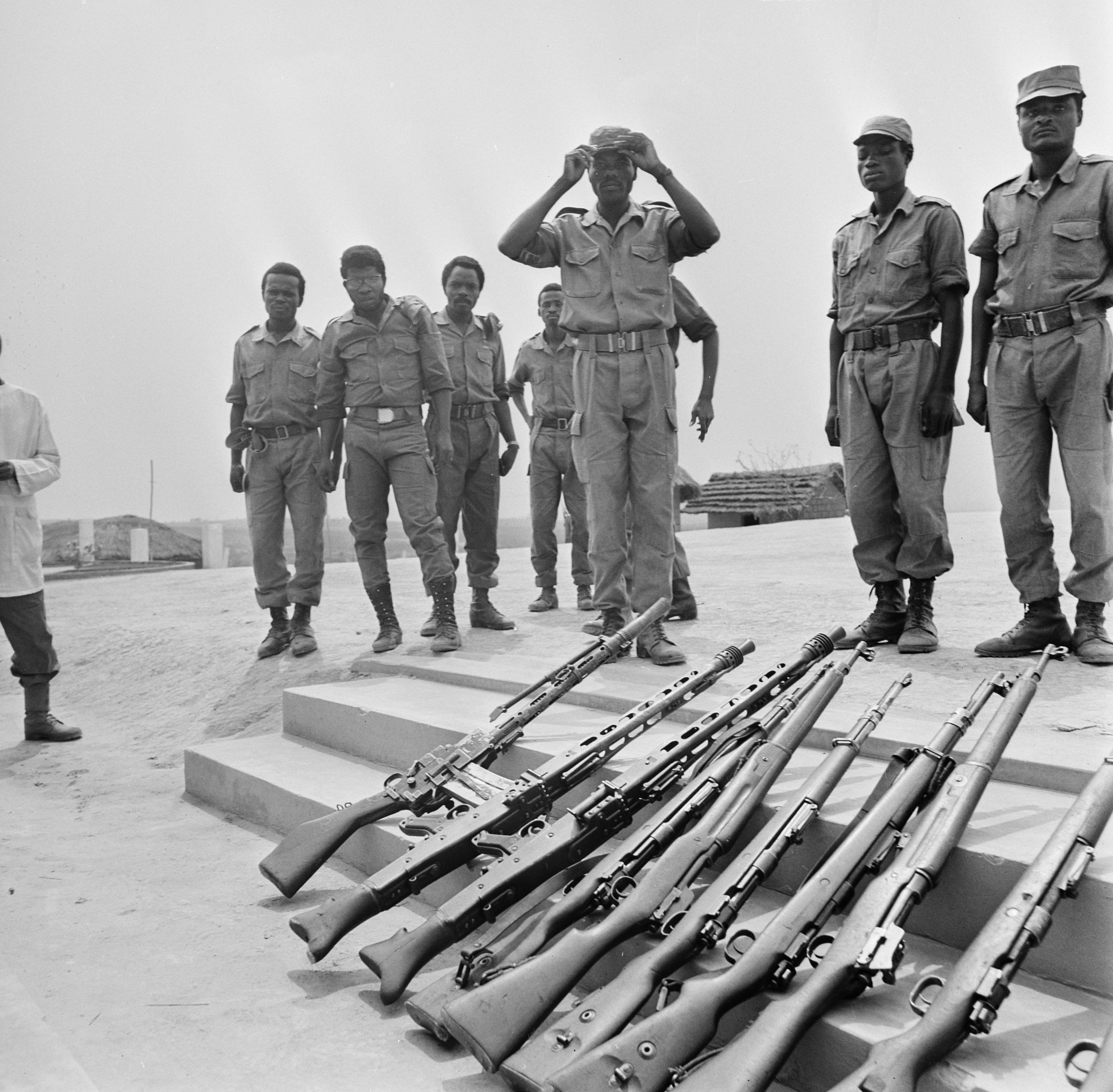
Militants del FNLA al Zaire

Arran de la convocatòria de les eleccions generals d'Angola de 1992, el FNLA es va reconvertir en partit polític i va obtenir 5 escons i el 2,4% dels vots. A les eleccions legislatives d'Angola de 2008 va obtenir 3 escons i l'1,11% dels vots.

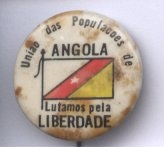
Emblema de l'UPA.

## Història

### Origen
En 1954 es va formar la União dos Povos do Norte de Angola (UPNA) com a moviment separatista de la tribu bakongo que desitjava restablir el regne feudal del segle xvi i alhora un moviment de protesta contra els treballs forçats.:4:138 Holden Roberto havia de ser el rei d'aquesta terra.:4 Pel 1958 l'organització va canviar el nom pel d' “Uniao das Populaçoes de Angola” (UPA) sota Holden Roberto qui era originari de São Salvador, bakongo, nord d'Angola amb la nova organització descrita com a moviment polític etnicista.:224 En març de 1961 l'UPA va començar un aixecament al nord atacant propietaris blancs de plantacions de cafès, als servents, “assimilados”, africans catòlics i membres d'altres tribus no bakongo.:4:138 El govern portuguès va respondre enviant soldats a Angola i més de 50.000 persones moririen a causa de la violència a la fi de 1961.:222 Es va dir que més d'un milió de refugiats van fugir del nord d'Angola cap el Zaire.:138 En un intent de transformar-se en moviment polític nacional, es va fusionar amb el Partido Democratico de Angola (PDA) per formar el Frente Nacional de Libertação de Angola (FNLA).:224 Pel febrer de 1962, el FNLA s'havia fusionat amb una organització anomenada Govern Revolucionari d'Angola a l'Exili (GRAE) amb Roberto com a president i Jonas Savimbi com a ministre d'afers exteriors, amb seu a Kinshasa, Zaire i reconegut per l'Organització d'Unitat Africana (OAU) com a únic moviment d'alliberament d'Angola fins 1971.:224:138 El nucli dels seus membres eren refugiats angolesos i expatriats al Zaire.:224 També va mantenir lligams amb el sindicat Lliga General dels Treballadors d'Angola (LGTA).

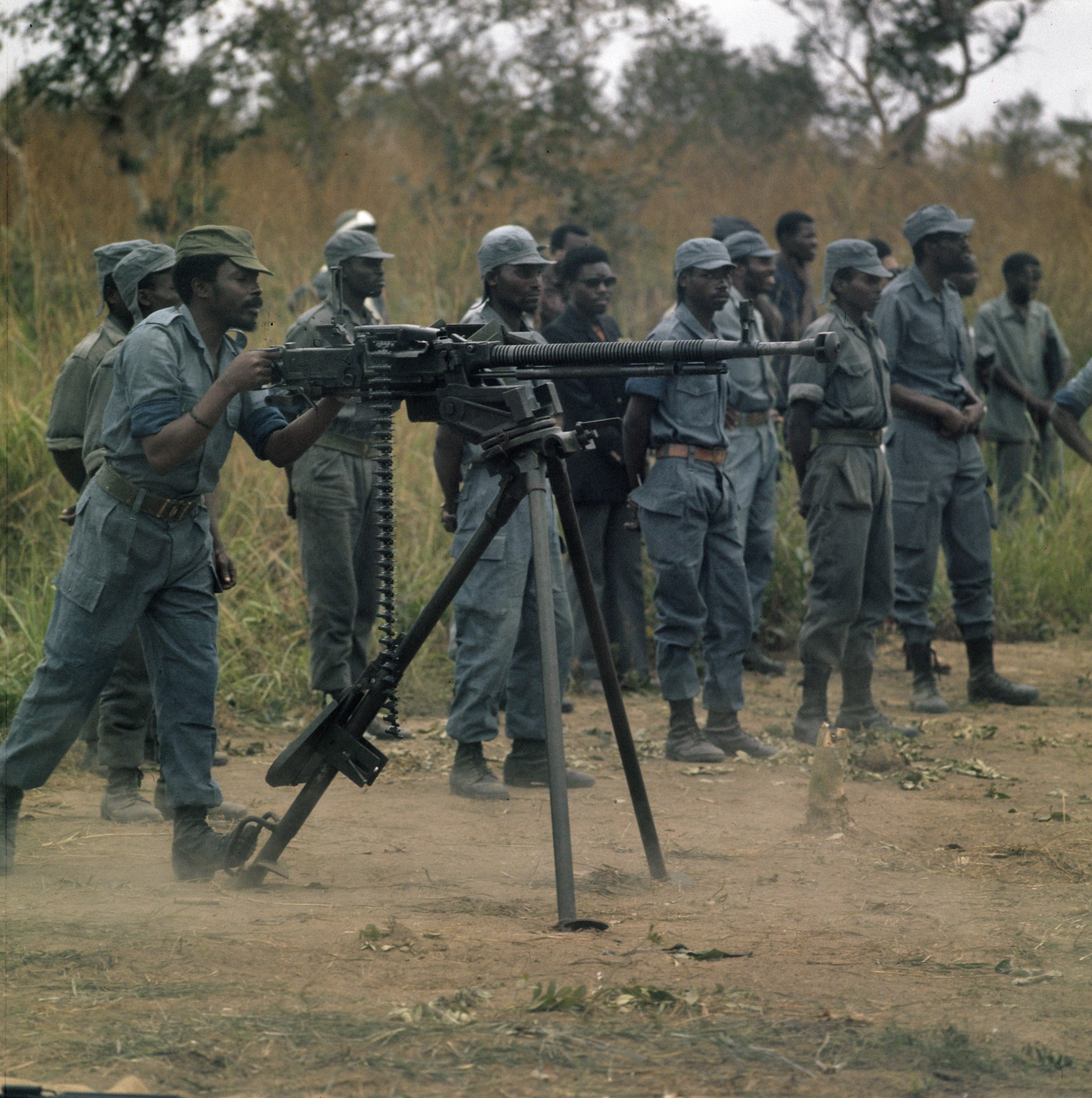
Membres del FNLA al Zaire

### Ajuda estrangera
El govern dels Estats Units va començar a ajudar el FNLA el 1961 durant el govern de John Fitzgerald Kennedy, i va encaminar un terç de la seva ajuda oficial al Zaire per a les organitzacions FNLA i UNITA. Al llarg de molts anys, els governs d'Algèria, Tunísia, Alemanya Occidental, Ghana, Israel, França, Romania, la República Popular de la Xina, Sud-àfrica, els Estats Units, Zaire i Libèria van donar suport actiu ajuda al FNLA. El govern francès li proporcionà homes i li va prestar un milió de lliures esterlines sense interès. El govern d'Israel va donar ajuda al FNLA entre 1963 i 1969. Holden Roberto va visitar Israel durant la dècada de 1960 i membres del FNLA foren enviats a Israel per entrenar-se. Durant la dècada del 1970 el govern israelià va enviar armes al FNLA a través de Zaire. La República Popular de la Xina va començar a subministrar armes al FNLA en 1964. Li va proporcionar equip militar i almenys 112 assessors militars.

### Ruptura del GRAE

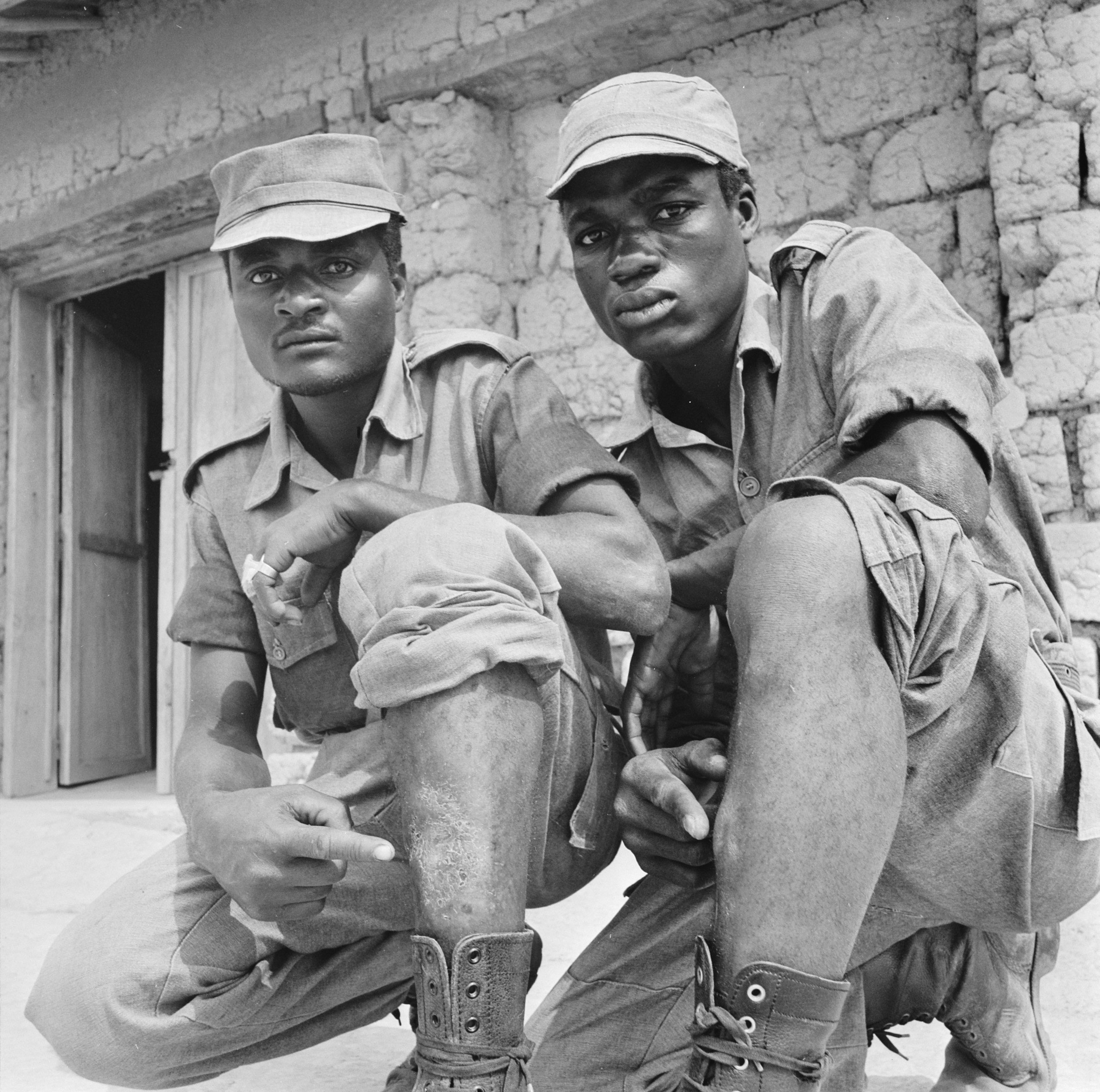
Militants del FNLA

Pel juliol de 1964 el dret del GRAE com a únic moviment d'alliberament fou desafiat amb la renúncia del primer ministre del Congo Cyrille Adoula, el seu principal suport, i la sortida de Jonas Savimbi, que passaria a formar el seu propi moviment d'alliberament UNITA a causa de la direcció dictatorial de Roberto, manca de voluntat f'acceptar el suport no occidental i la manca d'un programa polític.:225-6:138 Roberto va intentar un cop d'estat al juny de 1965 amb el seu ministre de defensa i al novembre del mateix any, el seu cunyat, Mobutu Sese Seko va prendre el control del Zaire mercè un cop d'estat.:226 Tanmateix, en 1968 la unitat del GRAE havia començat a desintegrar-se.

### Política de Nixon a Angola
Quan el president Richard Nixon assumí el càrrec en 1969 va ordenar una revisió de la política dels Estats Units envers Angola, així com a Sud-àfrica i la Colònia de Rhodèsia. El gener de 1970 va ser adoptat el Memoràndum Estudi 39 del Consell Nacional de Seguretat que reconeixia què el règim blanc en aquests països no ha de ser políticament i econòmicament aïllat i que participar en ells era el millor mitjà per aconseguir canvis en llurs sistemes.:773 Això es va traduir en una reducció en l'ajuda a l'FNLA.:773

### Cop a Portugal
A finals de 1972 el FNLA acordà un alto el foc amb el MPLA amb la qual estava sent atacats per ells al nord-oest d'Angola i pels portuguesos al nord-est.:7 Una condició de l'alto el foc era que necessitaven més armes, ja que no tenien l'ajuda americana, a part de la col·laboració de Roberto amb la CIA, i Neto va demanar als tanzans que intercedissin davant el govern xinès.:8 Després que els dos grups es van reunir amb els xinesos, el FNLA va rebre ajuda militar i entrenament des de principis de 1973 fins a la tardor de 1974, i només a partir de llavors ajuda diplomàtica.:8 L'abril del 1974 es va produir un cop militar a Portugal amb un anunci posterior d'una futura independència de les seves colònies, que va iniciar el procés pel FNLA, el MPLA i la UNITA de l'intent de reforçar el seu abast a tota Angola i va donar lloc a un conflicte entre ells.:8 El govern romanès va lliurar armes al FNLL'agost de 1974. L'agost de 1974 el govern portuguès a Angola havia proposar un pla per a la independència en dos anys amb els tres grups i els colons blancs formant un govern de coalició, però va ser rebutjat de ple.:227 Per tal de posar fi al conflicte entre els grups, s'acordaren alts el foc individuals entre els grups i el Consell Militar Portuguès d'Angola, i la signatura del FNLA el 15 d'octubre 1974 li va permetre a ell i als altres tres grups d'alliberament establir oficines polítiques a Luanda.:226-7 Pel 25 de novembre de 1974, es va acordar un alto el foc entre FNLA i UNITA i el 18 de desembre amb el MPLA.:229

### Política de Ford a Angola
Quan Gerald Ford va assumir la presidència l'agost de 1974, la nova política exterior es va allunyar del Memoràndum Estudi 39 del Consell Nacional de Seguretat i s'inclinà per un de suport a un govern negre d'Angola, així com un suport passiu al govern blanc i van tornar a donar una ajuda mínima al FNLA.:774 Però al novembre de 1974 els estatunidencs van decidir que no voluen un futur govern dominat per una MPLA pro-soviètic així que la CIA va finançar el FNLA amb 300.000$ per ajudar-lo a assolir aquest objectiu.:8

### Intent d'Africa per mediar
L'augment de la violència resultaria en la reunió del FNLA i les altres dues parts a Mombasa, Kenya, del 3 al 5 de gener de 1975 per invitació del president Jomo Kenyatta.:228 L'objecte de la reunió era unir els partits i trobar un terreny comú abans de les converses per la independència de Portugal un mes més tard.:228 Roberto va parlar en nom de tots, va declarar que l'acord havia estat aconseguit i que totes les parts havien superat les seves diferències i s'havien posat d'acord en primer lloc per una societat justa i democràtica, sense discriminació ètnica; acordant un govern de transició, forces armades i administració pública i, finalment, a cooperar en la descolonització del país i la defensa.:228 El FNLA i els altres partits es trobarien a Portimão, Portugal el 10 de gener de 1975 i com a resultat es va arribar al tractat d'Alvor, signat el 15 de gener de 1975, que garantiria la independència d'Angola de Portugal l'11 de novembre, posant fi a la guerra.:8 El pla també feia una crida a formar un exèrcit de coalició i un exèrcit unit.:774

### Fracàs del Govern de Transició
A les 24 hores de l'acord d'Alvor va esclatar la lluita a Luanda entre el FNLA i el MPLA amb actes de violència el 23 de març, quan el dirigent del MPLA Lopo do Nascimento fou subjecte d'un intent d'assassinat pel FNLA.:59 El fracàs del treball del govern de transició també fou el resultat d'una falta d'interès per part del govern portuguès a Angola, ja que es produí un contra-cop d'estat fallit a Lisboa pel general Spinola, i de la manca de voluntat de les tropes portugueses per servir a Angola i posar fi a la violència entre el MPLA i el FNLA.:59 El cop final fou la dimissió l'agost de l'Alt Comissionat portuguès Antonio da Silva Cardoso, l'intent del qual de dominar al MPLA tenia el suport del FNLA.:59 El FNLA va veure que la seva única alternativa era la militar després d'haver estat expulsat de Luanda.:59 El 29 d'agost de 1975 Portugal va suspendre el tractat d'Alvor, excepte per la independència al novembre, i la retirada de les seves tropes fou el senyal de l'augment de la violència pel control d'Angola abans de la data.:60

### L'ajuda encoberta estatunidenca al FNLA creix
El govern nord-americà no creia que el pla del Govern portuguès havia de funcionar i que el MPLA tractaria de prendre el poder instal·lant en el poder un règim soviètic.:774 A el 3-5 de gener de 1975, el Comitè 40, que forma part de la branca executiva del govern dels Estats Units, es va reunir i va examinar una proposta de la CIA per finançar el FNLA amb 300.000 $ i a UNITA amb 100.000 $.:774 El comitè va aprovar el finançament per al FNLA però no per a UNITA. Els diners van ser utilitzats pel FNLA per a la compra de diaris i estacions de ràdio.:16 A més dels diners, els estatunidencs subministraren armes al Zaire, qui al seu torn els transmetia al FNLA i també li subministrava alguns milers de soldats.:774 Amb aquests fons, Roberto creia que s'havia d'abandonar qualsevol futura coalició i en fer-ho, els soviètics començarien a augmentar la seva ajuda al MPLA.:775 El Secretari d'Estat adjunt Nathaniel Davies es va oposar a una nova ajuda, ja que creia que no ajudaria al FNLA arribar a ser tan fort militarment com el MPLA, sinó amb enormes quantitats de diners; la implicació esglaonada soviètica i cubana i una temuda intervenció de Sud-àfrica que tindria connotacions diplomàtiques negatives per als Estats Units a l'Àfrica, per la qual cosa l'única opció era una solució diplomàtica.:775 Henry Kissinger va assegurar que el punt de vista del NSC es va imposar i que l'ajuda no diplomàtica podria prevenir una victòria del MPLA de manera que fou aprovada una ajuda de 14 milions $ pel FNLA i UNITA al juliol, i que va augmentar a 25 milions $ a l'agost, arribant a 32 milions $ el setembre.:775 L'assistència seria coneguda com a Operation IA Feature.:61 El pla encobert de la CIA va començar l'enviament de subministraments al FNLA través del Zaire i Zàmbia i va ser capaç de subministrar per novembre de 1975, 12 APC, 50 SAMs, 1.000 morters, 50.000 fusells i metralladores, 100.000 granades, 25 milions de cartutxos, 60 camions, remolcs, vaixells, aparells de ràdio, peces de recanvi, medicines i aliments amb formació d'assessors estatunidencs retirats i cinc avions d'observació, així com mercenaris.:776:6 La CIA va nomenar John Stockwell per gestionar el Grup de Treball d'Angola, però van trobar que molts membres de la CIA dubtaven de la capacitat del FNLA per vèncer el MPLA i això es va confirmar quan va visitar Angola i va descobrir la manca de suport polític de l'organització i també temia qualsevol entrada de forces sud-africanes a Angola que soscavaria diplomàticament els Estats Units a l'Àfrica.:776:6

### Els sud-africans entren en la guerra civil
Amb el pretext d'atacs al voltant de la instal·lació hidroelèctrica de Calueque, l'exèrcit sud-africà entraria a Angola per defensar els seus interessos en la instal·lació i es convertiria en l'Operació Savannah per ajudar l'FNLA i l'UNITA a guanyar el control del sud i centre d'Angola abans de la proclamació de la independència al novembre.:70 Els estatunidencs semblaven donar llum verda a la invasió encoberta sud-africana però això canviaria quan la seva participació es va fer de coneixement públic, els estatunidencs se'n distanciarien.:70 Els sud-africans avançarien prop de Luanda des del sud, mentre que una petita força d'artilleria sud-africana i assessors donaria suport al FNLA al nord.

### El FNLA ataca Luanda
Sense el control de Luanda el dia de la independència, Roberto va veure que la legitimitat internacional del FLNA estaria en dubte.:86 L'únic atac adequat a Luanda era des del nord a través de Quifangondo.:88 El FLNA va dur a terme els atacs el 5 i 8 de novembre 1975, però van ser rebutjats ambdós cops pel MPLA.:88 Amb l'acostament de la proclamació de la independència l'11 de novembre de 1975, Roberto va donar l'ordre final d'atacar Quifangondo el 10 de novembre sense saber que els cubans havien reforçat les posicions amb les tropes i els nous equips soviètics.:88 Roberto afirmaria que els sud-africans estaven enviant homes per ajudar-lo mentre que els sud-africans van afirmar que el van advertir contra un assalt frontal, però el que va passar fou que l'assalt final del FNLA, que es coneix com la batalla de Quifangondo va fracassar estrepitosament.:89-90 El MPLA va controlar Luanda i Angola va obtenir la independència de l'Alt Comissionat Portuguès mentre Agostinho Neto proclamava la República Popular d'Angola.:91 El FNLA continuaria la seva lluita a l'interior d'Angola durant quatre mesos més.:91

### Cessa l'ajuda estatunidenca
El 6 de novembre de 1975 el director de la CIA William Colby va comparèixer davant del Comitè de Relacions Exteriors del Senat i els va informar que la seva organització no havia informat al comitè plenament en les seves activitats a Angola i l'endemà The New York Times va publicar el seu testimoni al món.:777 El 26 de novembre Nigèria, en contra dels desitjos dels Estats Units, havia reconegut el govern del MPLA i aviat va convèncer vint-i-dues altres nacions africana per reconèixer-lo també.:777 El desembre, el president Ford i Kissinger decidiren que l'ajuda als partits de l'oposició no seria abandonada i la CIA va rebre l'ordre d'elaborar nous plans d'ajuda que necessitarien l'aprovació del Senat, però mentrestant el Comitè de Relacions Exteriors del Senat va elaborar l'Esmena Clark, anomenada així pel senador Dick Clark, després de la seva visita a Angola.:778 Es va arribar a la conclusió que la Casa blanca i la CIA havien mentit sobre la seva participació i que l'esforç dels estatunidencs fou el responsable d'arrossegar cubans i sud-africans al conflicte del país.:778 El Departament d'Estat i la CIA no van poder convèncer la Cambra de Representants ni al Senat i el 19 de desembre de 1975 el Senat va aprovar l'Esmena Clark i l'ajuda encoberta a Angola va acabar amb un decret de la Cambra el 27 de gener de 1976.:778-9

### FNLA retrocedeix d'Angola
Els cubans i el MPLA i mantindrien la iniciativa al nord d'Angola després de la derrota del FNLA a Quifangondo amb els avenços a Caxito i les últimes bases aèries a Camabatela i Negaje.:107 Caxito cauria el 27 de desembre de 1975 i la principal base del FNLA a Camabatela fou capturada l'1 de gener i Negage el 3 de gener mentre que la capital Carmona va caure el 4 de gener i la derrota FNLA va començar de debò.:107-8 A principis de 1976, derrotat pel MPLA, el FNLA va començar la retirada i el saqueig de llogarets al nord d'Angola mentre es dirigien a la frontera amb el Zaire.:13 L'11 de gener de 1976 les FAPLA i els cubans capturaren Ambriz i Ambrizete al FNLA i després van avançar cap les seves últimes bases a São Salvador defensades per mercenaris estrangers com el coronel Callan i elements del FNLA.:108-9 El coronel Callan cometia atrocitats en els combats fins i tot contra els seus propis homes, raó per la qual fou desposseït del seu comandament en el FNLA i també dels mercenaris, que havien començat marxar el desembre anterior. São Salvador va ser capturada el 15 de febrer de 1976.:109 Els sud-africans es retirarien d'Angola el 27 de març 1976, després de rebre garanties d'Angola i de les Nacions Unides sobre la seguretat de les instal·lacions de la central hidroelèctrica de Calueque per posar fi a Operació Savannah.:112 Elements del FNLA que havien pres part en la Task Force Zulu de l'Exèrcit sud-africà es van integrar en el 32 Batalló.:71

### Desaparició del FNLA
El 29 de febrer de 1976, el President de la República Agostinho Neto i el president del Zaire Mobutu Sese Seko es van reunir a Brazzaville per signar un pacte de no-agressió que pretenia acabar amb del suport d'Angola ar rebels katanguesos al seu país, mentre que el zairesos va prometre per expulsar el FNLA i UNITA de les bases al Zaire, però l'acord no es va mantenir i la primera invasió de Shaba tindria lloc al març de 1977.:117-8 La segona invasió de Shaba el maig de 1978 per separatistes amb base a Angola occidental, fou el començament de la fi de les bases del FNLA al Zaire.:136 El president angolès Neto i el president de Zaire Mobutu Sese Seko es reunirien de nou a Brazzaville al juny de 1978 i van signar un pacte de reconciliació entre els dos països.:13 El resultat d'aquest pacte va veure Holden Roberto exiliat a Gabon pel president del Zaire al novembre de 1979 mentre es trobava a França per rebre tractament mèdic.:138:13 Elements del FNLA continuarien la lluita després de la marxa de Roberto, ara anomenats FNLA-COMIRA (Comitè Militar de Resistència Angolesa) però deixà d'existir el 1983.:138

### Participació en política
Després de la derrota militar alguns dels seus dirigents, com Johnny Eduardo Pinock Eduardo i Henrique Vaal Neto ingressaren al MPLA i arribaren a formar part d'un Govern de Reconciliació Nacional.
Quan finals de la dècada de 1980, el govern del MPLA va anunciar el pas d'Angola a un sistema de democràcia multipartidista, convocant les primeres eleccions generals d'Angola de 1992, el FNLA es va constituir en partit polític. Però els resultats foren molt desfavorables, només el 2,40 % dels vots a les legislatives i el candidat a president d'Angola Holden Roberto només va aconseguir el 2,11%. Aquests resultats reflecteixen la important pèrdua de credibilitat fins i tot entre els bakongo, on es van constituir diversos partits que van restar possibilitats electorals al FNLA.
Com a resultat el partit es va dividir en dos sector, un dirigit pel sociòleg Lucas Ngonda, professor de la Universitat Agostinho Neto. La convocatòria de les eleccions legislatives d'Angola de 2008 va obligar els dos sectors a negociar per presentar una candidatura conjunta, però la unió no es va produir i Holden Roberto va morir el 2007. A les eleccions encara va obtenir pitjors resultats (1,11 %) i deixà de ser un partit rellevant, mentre el lideratge del partit era disputat entre Lucas Ngonda i l'històric Ngola Kabango. A les eleccions legislatives d'Angola de 2012 el percentatge de vots es va mantenir estable i només va obtenir dos diputats.

## Resultats electorals

### Presidencials
| Any  | Candidat       | Vots   | %     | Resultat |
| ---- | -------------- | ------ | ----- | -------- |
| 1992 | Holden Roberto | 83,135 | 2.11% | Derrota  |
| 2012 | Ngola Kabangu  | 65,163 | 1.13% | Derrota  |
| 2017 | Ngola Kabangu  | 63,658 | 0.93% | Derrota  |
| 2022 | Ngola Kabangu  | 66,337 | 1.06% | Derrota  |

### Assemblea Nacional
| Any  | Lider          | Vots   | %     | Escons  | +/– | Pos. | Govern   |
| ---- | -------------- | ------ | ----- | ------- | --- | ---- | -------- |
| 1992 | Holden Roberto | 94,742 | 2.40% | 5 / 220 | Nou | 4t   | Oposició |
| 2008 | Ngola Kabangu  | 71,416 | 1.11% | 3 / 220 | 2   | = 4t | Oposició |
| 2012 | Ngola Kabangu  | 65,163 | 1.13% | 2 / 220 | 1   | 5è   | Oposició |
| 2017 | Ngola Kabangu  | 63,658 | 0.93% | 1 / 220 | 1   | = 5è | Oposició |
| 2022 | Ngola Kabangu  | 66,337 | 1.06% | 2 / 220 | 1   | 4t   | Oposició |